# Limnomedusae
Limnomedusae Kramp, 1938 sono un ordine di celenterati Hydrozoa. A quest'ordine appartengono i polipi di meduse che vivono in acqua dolce o salmastra.

## Descrizione

Anatomia di una Limnomedusae Olindias formosa.

Le limnomeduse sono piccoli idrozoi dalla forma semplice. Hanno un modo di vita solitario e raramente si raggruppano in colonie. Possono avere o meno tentacoli e, al contrario delle leptomeduse, non hanno una teca ma un periderma mucoso nei quali i polipi possono ritrarsi. 
Questi idrozoi hanno generalmente quattro canali radiali completi – a volte sono sei – e spesso anche dei canali centripeti incompleti che non giungono sino al manubrium. Alcune specie hanno un anello marginale, che può essere coperto da nematocisti. Le gonadi si trovano lungo i canali radiali o, in casi particolari (Armorhydra e Limnocnida), sul manubrio. I tentacoli marginali sono periferici, cavi e senza un bulbo basale.
Gli organi sensoriali marginali, come le statocisti, sono di origine endo-ectodermale, incorporati nella mesoglea, vicino al canale periferico oppure nel velum. Non hanno ocelli. 

## Tassonomia
Secondo World Register of Marine Species:
- Armorhydridae Swedmark & Teissier, 1958
- Microhydrulidae Bouillon & Deroux, 1967
- Monobrachiidae Mereschkowsky, 1877
- Olindiidae Haeckel, 1879
- Limnomedusae incertae sedis